# The Promise (1979)
The Promise ist ein US-amerikanisches romantisches Filmdrama von Gilbert Cates aus dem Jahr 1979 mit Stephen Collins und Kathleen Quinlan in den Hauptrollen. Bei der Oscarverleihung 1980 war der Filmsong I’ll Never Say Goodbye für einen Oscar nominiert.

## Handlung
Michael ist ein Architekturstudent aus einer Bauunternehmerdynastie und Nancy eine begabte Malerin, die von Nonnen aufgezogen wurde. Beide sind ein Liebespaar – zum Missfallen von Michaels besitzergreifender und ehrgeiziger Mutter. Auf dem Weg zum Eheschluss vor einem Friedensrichter geraten Michael und Nancy in einen Autounfall. Während er nur mit einer leichten Narbe davon kommt, ist sie entsetzlich entstellt. Die Mutter macht ihr daraufhin im Krankenhaus das Angebot eine Schönheitsoperation zu bezahlen, wenn sie verspricht ihn nie wieder zu sehen. Da Nancy überzeugt ist Michael wegen ihrer Entstellung verloren zu haben, akzeptiert sie.
Sie zieht nach Kalifornien, wo sie als Fotografin bekannt und erfolgreich wird. Er steigt in das Familienunternehmen ein. Als anlässlich eines Krankenhausprojektes des Familienunternehmens in Kalifornien sie ihn fotografieren soll, verliebt sich Michael erneut in sie. Erst eine Halskette verrät ihm schließlich die Identität seiner „neuen“ Liebe.

## Rezeption
Für Vincent Canby in der New York Times untergraben Regie und Drehbuch die Möglichkeiten der Schauspieler.
Das Skript enthalte Elemente und Bruchstücke von anderen, besseren, Filmen wie Die Frau mit der Narbe, Love Story, Ruhelose Liebe, Die große Liebe meines Lebens und anderen. Stephen Collins und Kathleen Quinlan würden den Film überleben, indem sie direkt spielen. Der Film habe eine Altersfreigabe PG, der Film enthalte nichts, inklusive keiner Obszönität oder Zweideutigkeit.
Für Judith Martin in der Washington Post war The Promise ein Versprechen von Kitsch, welches nicht gehalten werde. Es sei Kitsch in Dosen. Der Film sei eine Verbindung von Love Story und Der Himmel soll warten. Diese beiden Filme seien schon nicht besonders originell gewesen, aber die Abzocke sehe immer gieriger aus. Kathleen Quinlan zeige die einzig angemessene schauspielerische Leistung, indem sie nicht ein Augenlid verziehe. Angemessen für ein Gesicht, das $ 100.000 und eine Ehe gekostet habe.

## Nominierung
Alan Bergman, Marilyn Bergman und David Shire wurden 1980 für den Filmsong-Oscar nominiert.